# Лінія euch-enk
Лінія euch-enk це  ізоглоса в межах континентально-західногерманського діалектного континууму. Вона названа на честь займенника другої особи множини давального та знахідного відмінка euch(вам, вас). Хоча у німецькомовному просторі переважно використовується стандартна форма euch та форми споріднені із нею, традиційною для баварського мовного простору є форма enk. 
Оскільки ця ізоглоса у своїй південній частині проходить уздовж течії Леха і утворює діалектну межу між швабською та баварською, вона також відома як Леська лінія. 

## Проходження лінії
Ця ізоглоса утворює північно-західну межу баварських діалектів. Історично починалася як частина Карлсруйської лінії на південний схід від міста Карлові Вари. Вона огинала це місто на півночі у напрямку до нинішнього німецько-чеського кордону. Проходячи північніше Хеба лінія проходить в напрямку Нюрнберґа, що залишається на західному і, таким чином, східно-франкському боці і утворює мовний кордон між східно-франкськими та північно-баварськими діалектами. Звідси ізоглоса проходить на південь по лінії Монгайм - Вертінґен - Ауґсбурґ - Ландсберґ - Фюссен. Східніше цього міста ізоглоса перетинає німецько-австрійський кордон. У Австрії ізоглоса по суті утворює діалектну межу між алеманським Форарльбергом та баварськомовним Тіролем. Ізоглоса закінчується у прикордонному трикутнику між Швейцарією, Австрією та Італією.   

## Джерело та література
- Digitaler Wortatlas, Wenker-Karte euch/enk für das Deutsche Reich
- Werner König: dtv-Atlas zur deutschen Sprache. 9. Aufl. Dtv, München 1978, ISBN 3-423-03025-9, S. 230/231.